# Aleja Marszałka Ferdynanda Focha w Krakowie
Aleja Marszałka Ferdynanda Focha – aleja w Krakowie na Półwsiu Zwierzynieckim i na Zwierzyńcu, w dzielnicy VII Zwierzyniec. Biegnie ze wschodu na zachód i jest przedłużeniem ul. Piłsudskiego, łączy Aleje Trzech Wieszczów z ul. Królowej Jadwigi. Ma długość ok. 1,5 km. Na całej długości jest dwukierunkowa.

## Historia
Wytyczona w 1914 jako przedłużenie ul. Wolskiej, a Kopiec Kościuszki jest jej kompozycyjnym i perspektywicznym zamknięciem.
W 1932 roku została nazwana imieniem marszałka Francji, Polski i Wielkiej Brytanii Ferdynanda Focha. W latach 1951–1990 nosiła nazwę aleja Aleksandra Puszkina.

## Zabudowa
Strona północna:
- Błonia

Strona południowa:
Zabudowa Półwsia, modernistyczne domy jednorodzinne z lat 30. XX wieku i późniejsze oraz budynki użyteczności publicznej:
- al. Focha 1 – dawny Hotel „Cracovia”, 1960 projektował Witold Cęckiewicz, obecnie oddział Muzeum Narodowego w Krakowie, zabytek
- Stadion Cracovii (adres ul. Kałuży 1), od 1912 roku
- al. Focha 24 – dom, 1938 rok, w gminnej ewidencji zabytków
- al. Focha 25 – dom Roznerów, 1937 rok, projektował Franciszek Mączyński, w gminnej ewidencji zabytków
- al. Focha 29 – dom prof. Rafała Taubenschlaga, 1933 rok, projektował Antoni Dostal, w gminnej ewidencji zabytków
- al. Focha 30 – dom, 1933 rok, w gminnej ewidencji zabytków
- al. Focha 33 – dawny Instytut Balneologiczny, 1938 rok, projektował Józef Gałęzowski, obecnie Szpital Specjalistyczny im. J. Dietla, Małopolskie Centrum Reumatologii, Immunologii i Rehabilitacji
- al. Focha 35 – dom, 1939 rok, projektował Józef Mitka, w gminnej ewidencji zabytków
- al. Focha 36 – Bursa Szkół Artystycznych
- al. Focha 37 – dom, 1938 rok, projektował Jan Burzyński, w gminnej ewidencji zabytków
- al. Focha 38 – Pedagogiczna Biblioteka Wojewódzka im. Hugona Kołłątaja
- al. Focha 39 – Bursa Szkolnictwa Ponadpodstawowego nr 1
- al. Focha 40 – Hala Cracovia Centrum Sportu Niepełnosprawnych. Otwarta w 2018, projekt Biuro Projektów Lewicki Łatak
- al. Focha 42 – restauracja
- al. Focha – most na Rudawie po 1912, w gminnej ewidencji zabytków

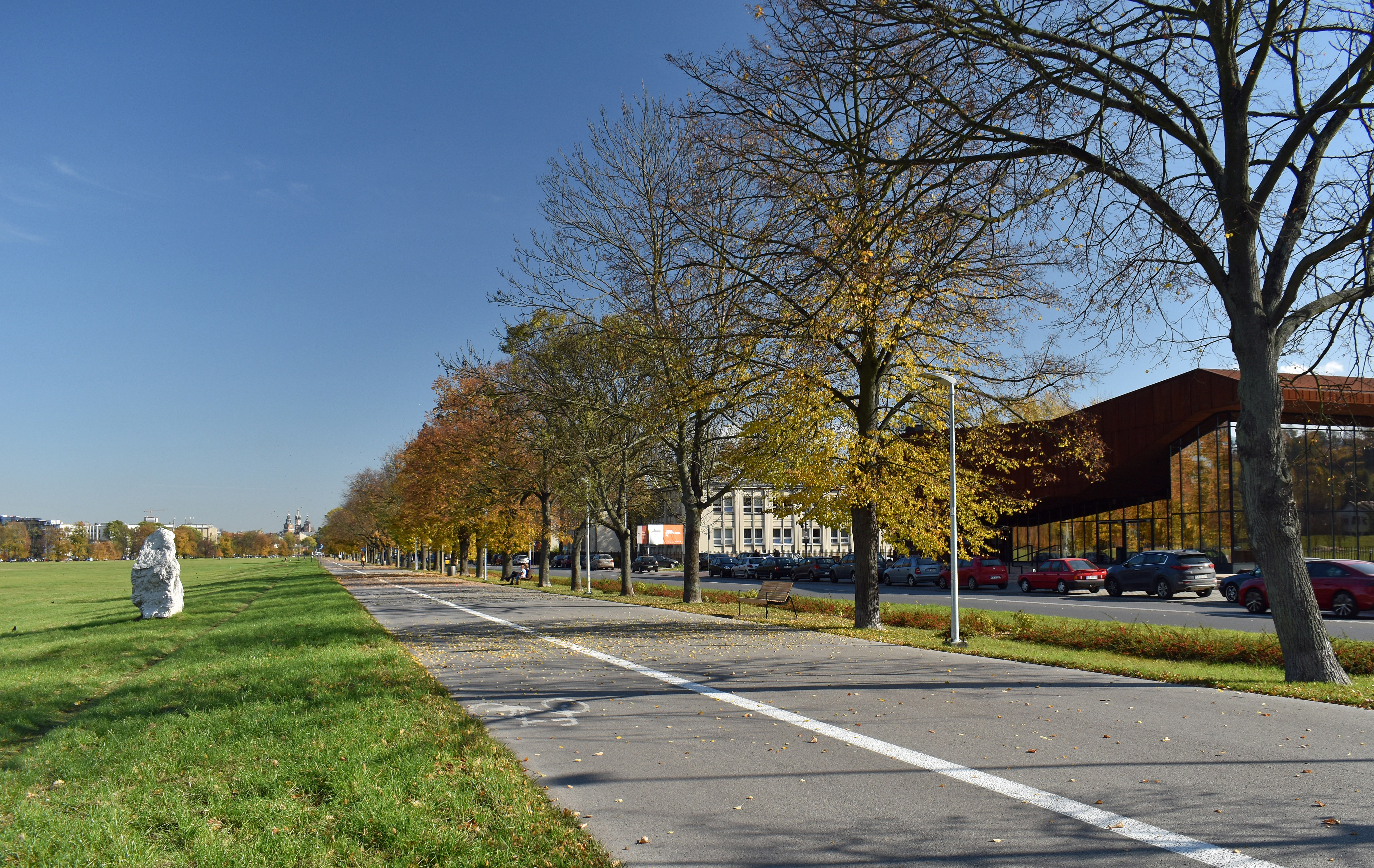
Aleja widziana z Błoń. Od prawej Hala Cracovia, dalej bursa
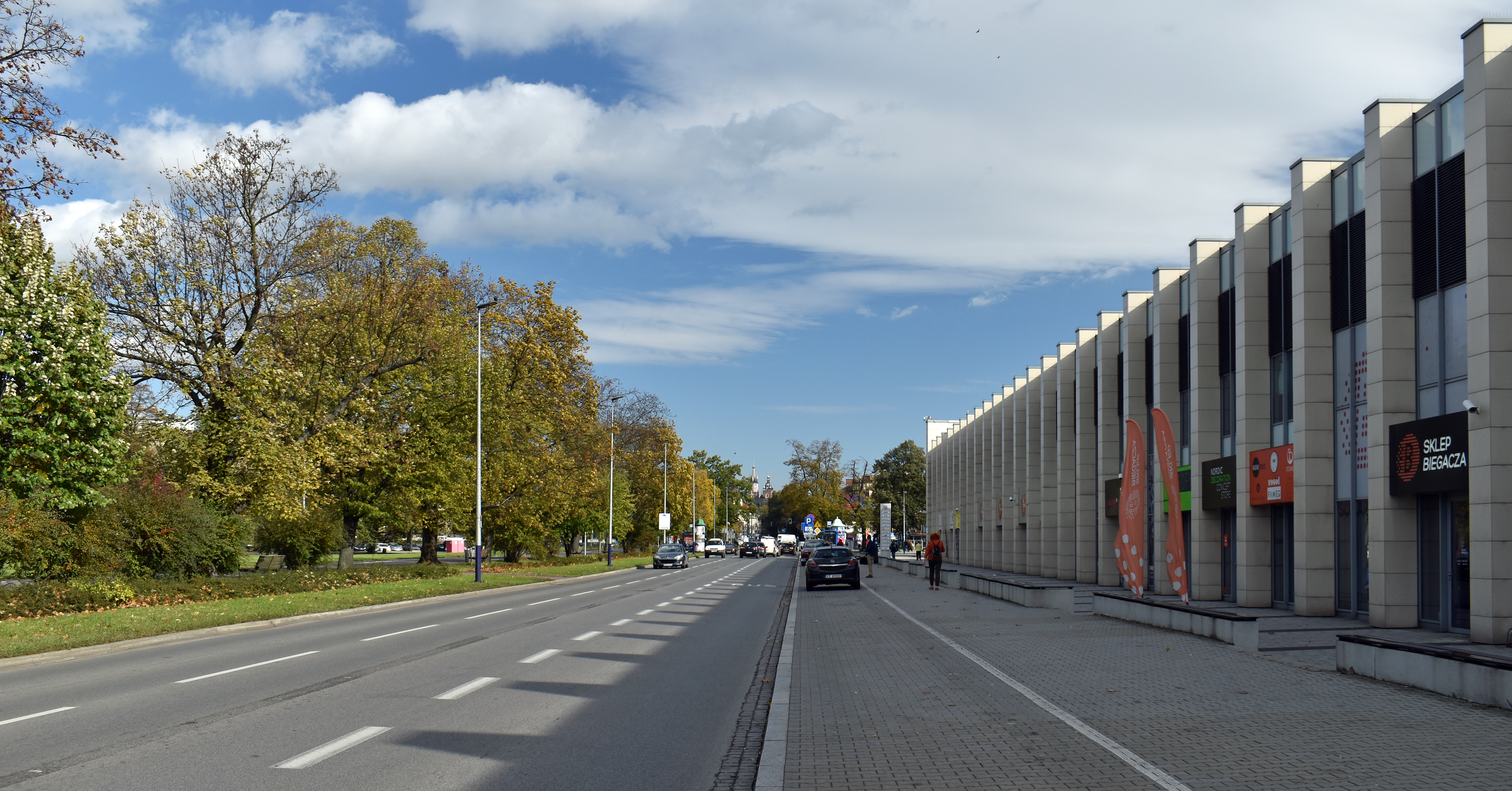
Widok na wschód, po prawej stadion KS Cracovia
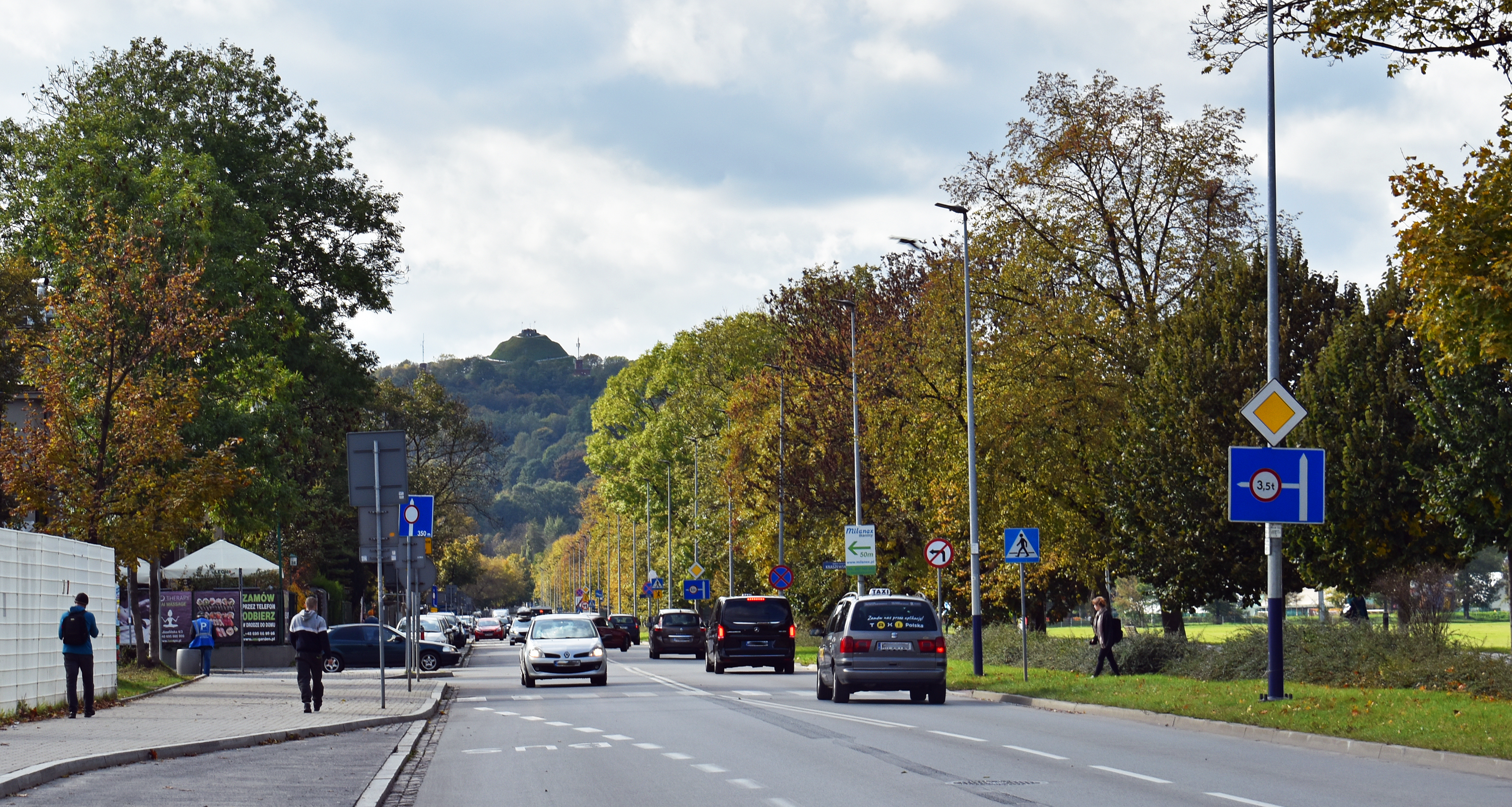
Widok na zachód. Perspektywę zamyka Kopiec Kościuszki

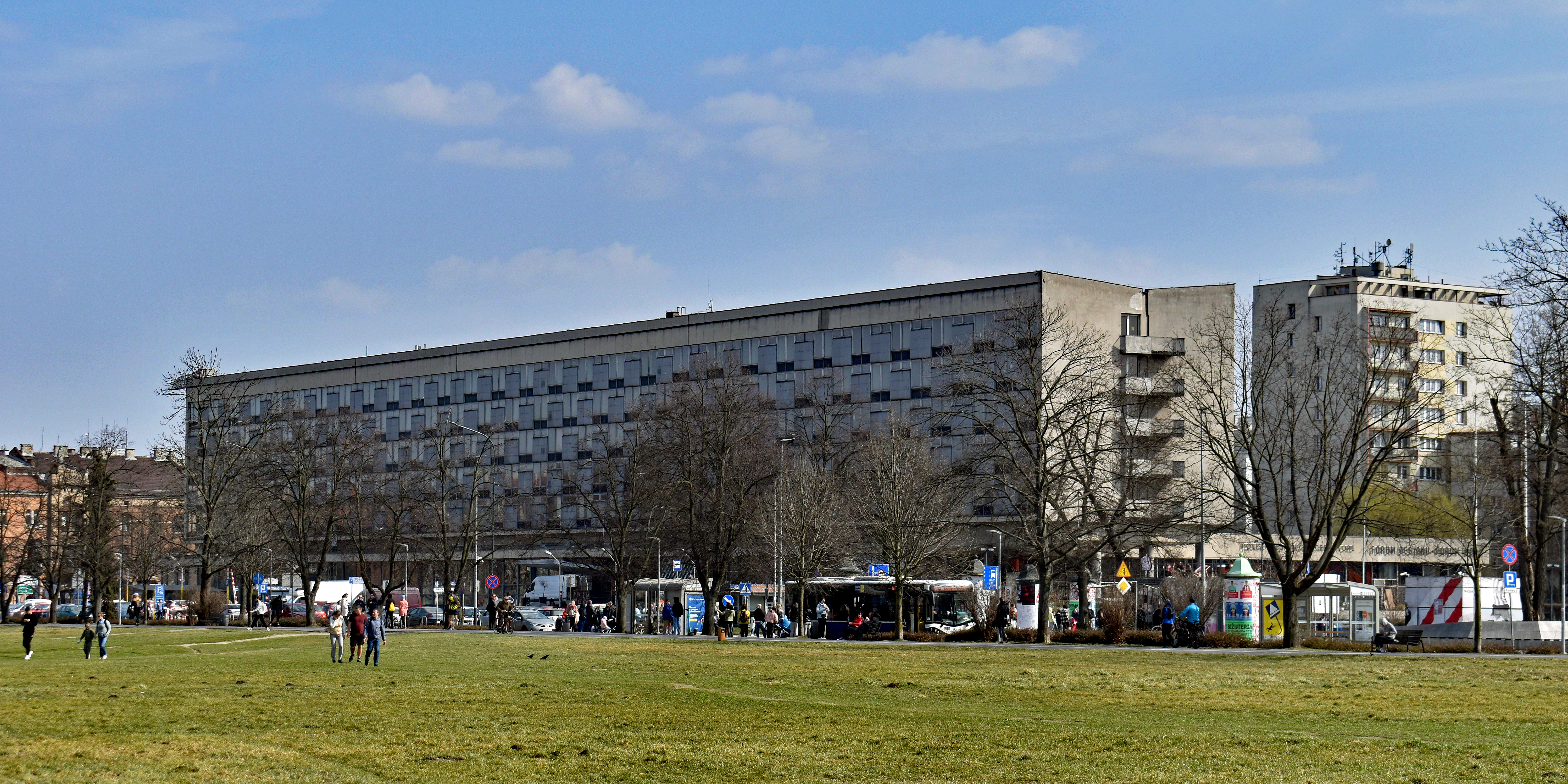
al. F. Focha 1 Dawny hotel „Cracovia”
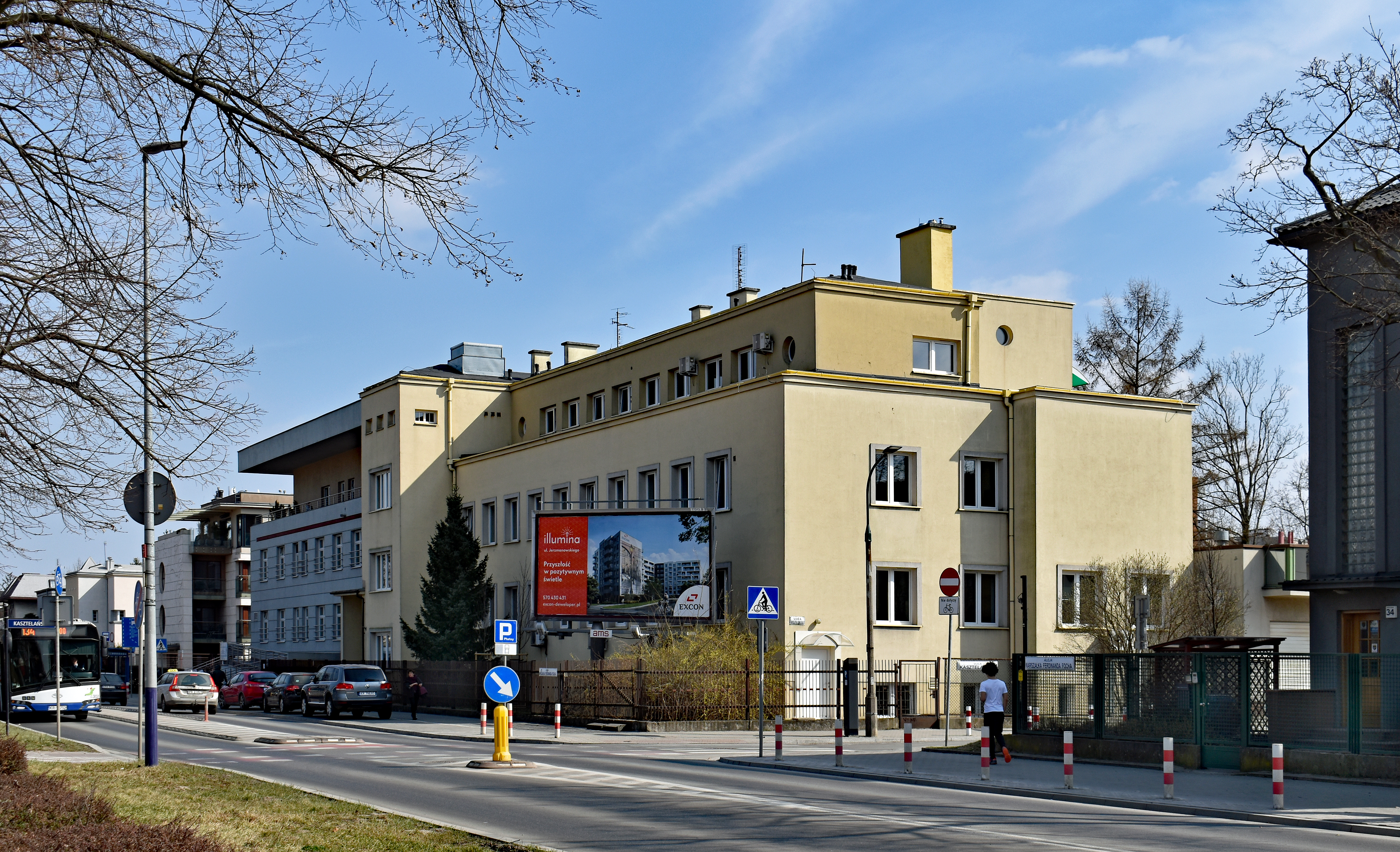
al. Focha 33 Małopolskie Centrum Reumatologii, Immunologii i Rehabilitacji
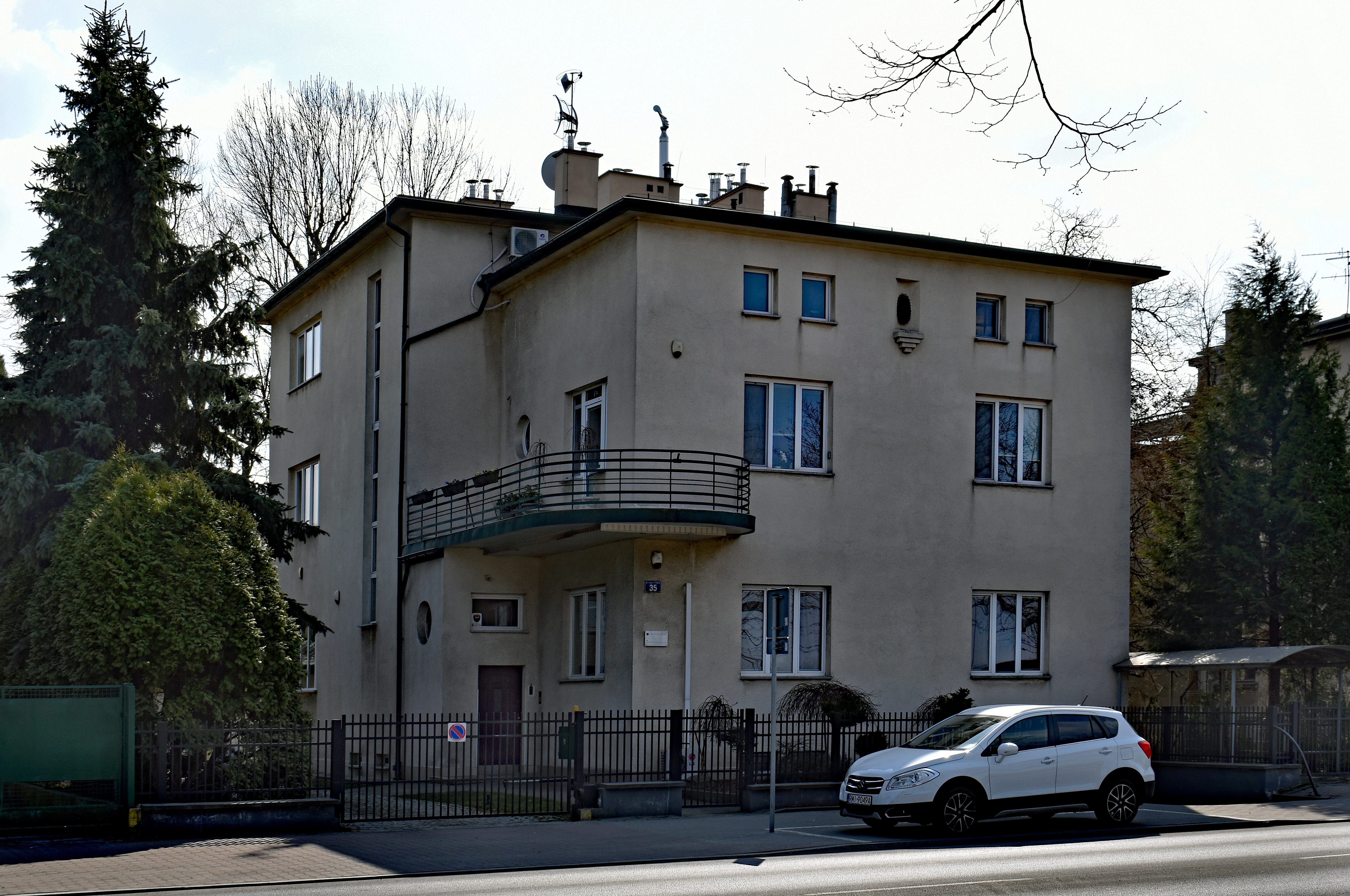
al. Focha 35 Modernistyczna willa
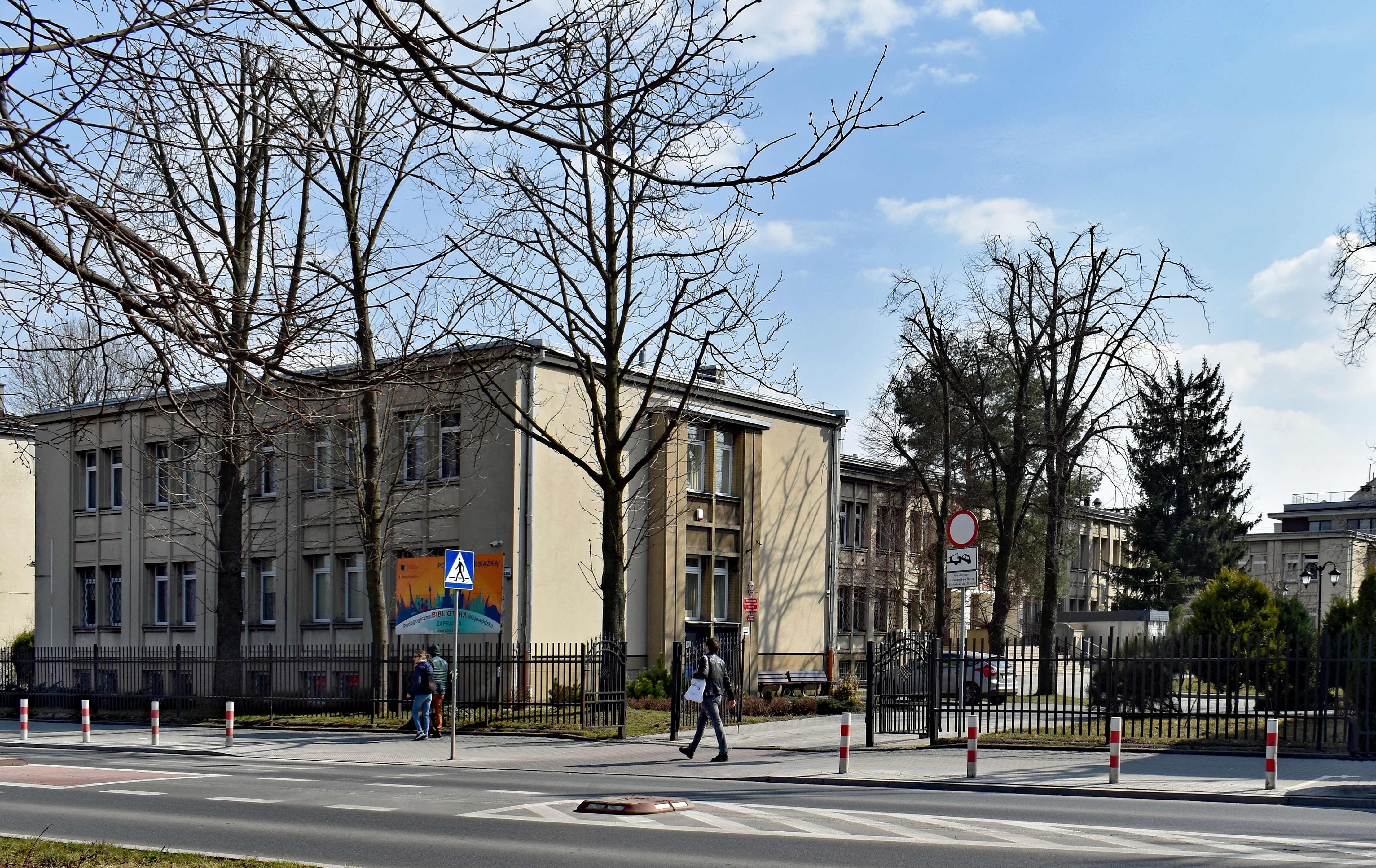
al. Focha 38-39 Pedagogiczna Biblioteka Wojewódzka i Bursa Szkolnictwa Ponadpodstawowego nr 1
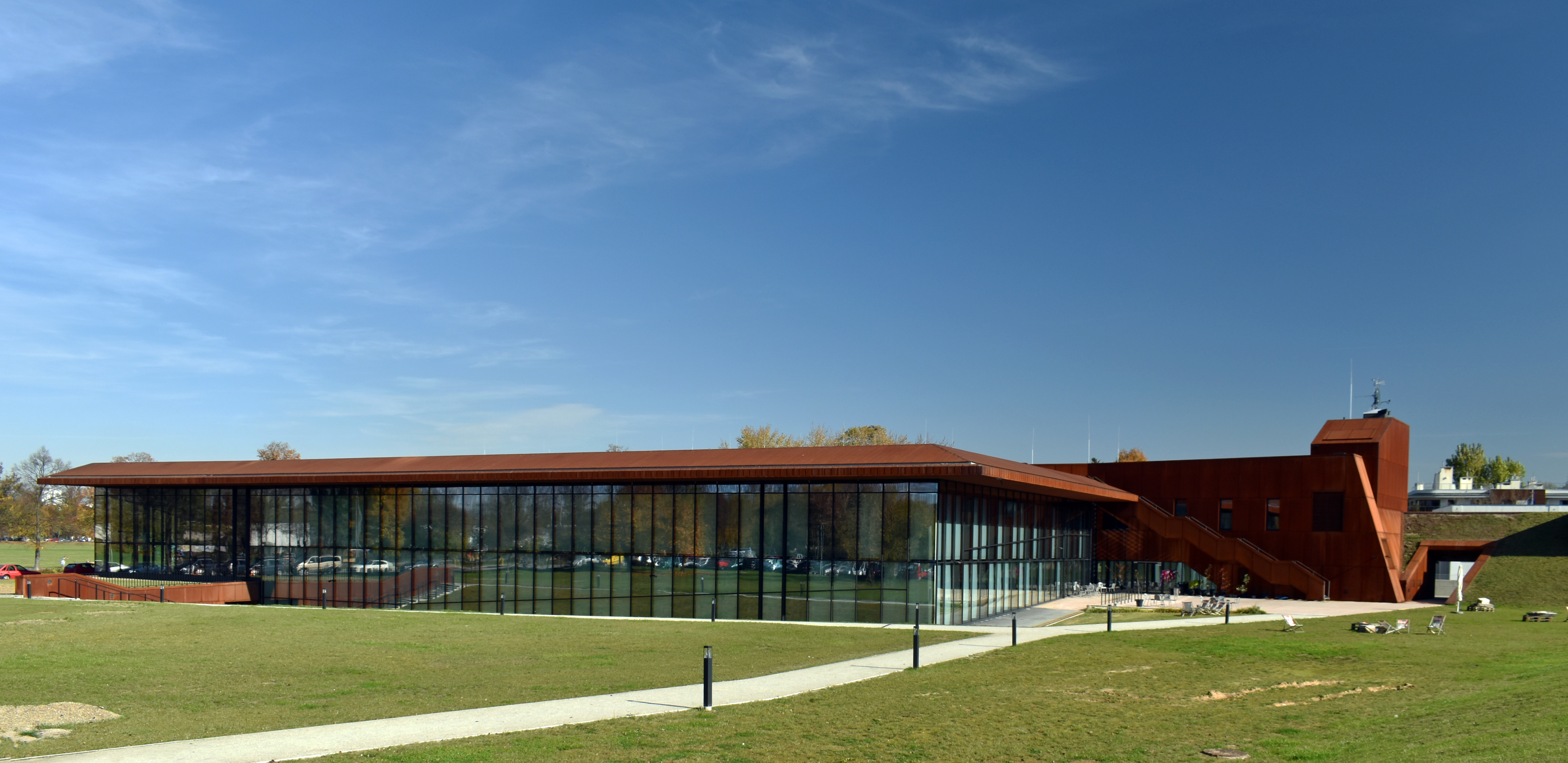
al. Focha 40 Hala Cracovia Centrum Sportu Niepełnosprawnych
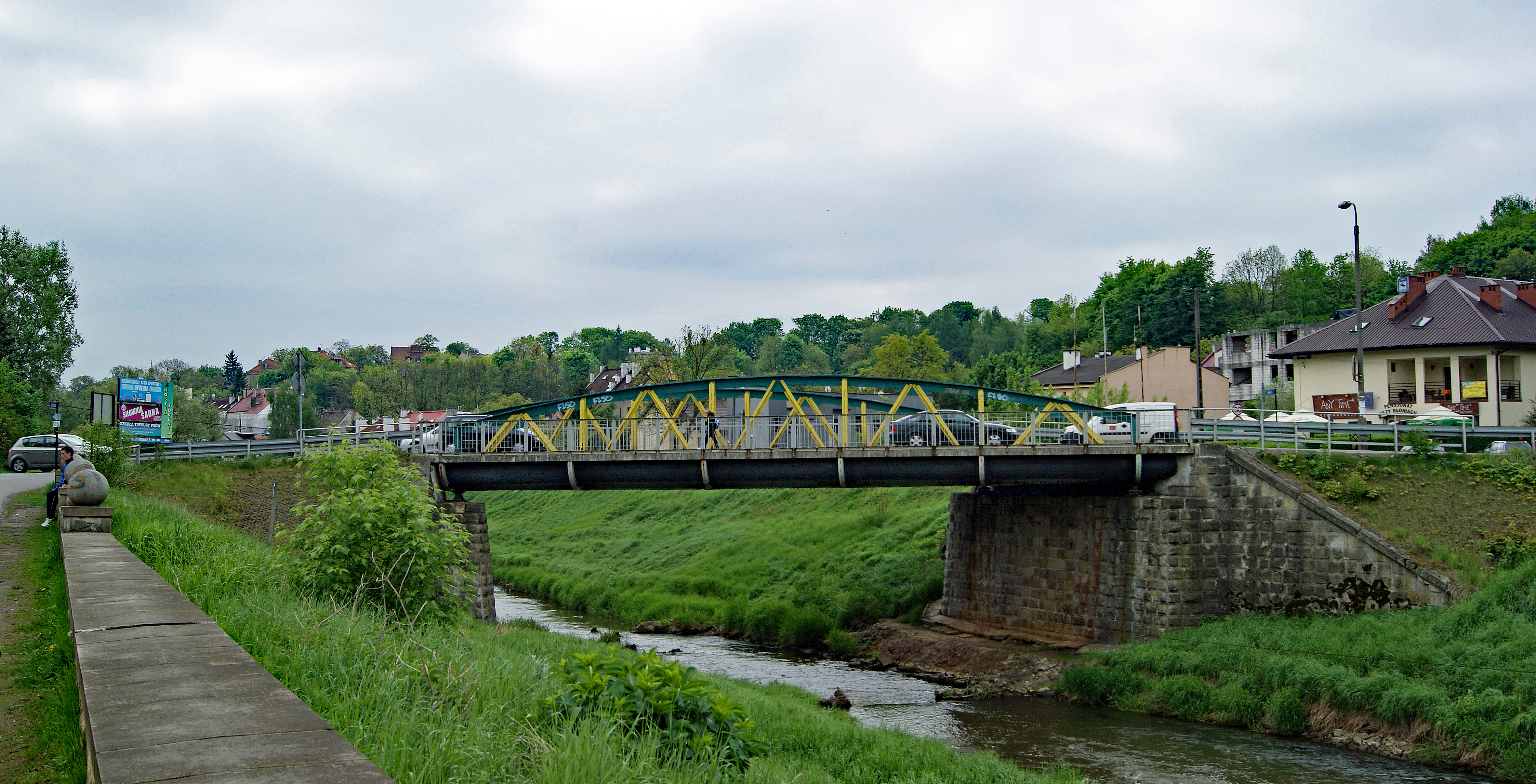
al. Focha Most na Rudawie